# Рівненська обласна асоціація футболу
Рівненська обласна асоціація футболу — обласна громадська спортивна організація, що є колективним членом Української асоціації футболу. Головна мета її діяльності — сприяння розвитку та популяризації футболу в Рівненській області.
Статут організації було прийнято установчою Конференцією РОФФ 4 квітня 1997 року в Рівному і набув чинності 28 січня 1998 року з моменту його реєстрації в Рівненському обласному управлінні юстиції.

## Основна інформація
Інформація станом на початок 1 березня 2014 року
| Показник                          | К-сть |
| --------------------------------- | ----- |
| Колективних членів ФФОО           | 54    |
| Районних асоціацій                | 16    |
| Міських асоціацій                 | 4     |
| Стадіонів для професійних змагань | -     |
| Стадіонів для аматорських змагань | 21    |

| Показник                 | К-сть  |
| ------------------------ | ------ |
| Тренерів дорослих команд | 281    |
| Тренерів юнацьких команд | 203    |
| Арбітрів у полі          | 45     |
| Асистентів арбітрів      | 53     |
| СДЮШОР та ДЮСШ (футбол)  | - / 34 |

| Особи, що займаються футболом | К-сть |
| ----------------------------- | ----- |
| 8—10-річні                    | 4222  |
| 11—14-річні                   | 1638  |
| 15—17-річні                   | 1020  |
| 18—35-річні                   | 5400  |
| 36 і більше                   | 1350  |

| Учасники дитячо-юнацьких змагань | К-сть |
| -------------------------------- | ----- |
| Всеукраїнських                   | 14    |
| Обласних                         | 258   |
| Районних                         | 731   |
| Міських                          | 132   |
| «Шкіряний м'яч»                  | 2455  |

| Учасників змагань (команд)               | Кількість |
| ---------------------------------------- | --------- |
| Професійних у великому футболі / футзалі | — / 1     |
| Жіночих регіональних / всеукраїнських    | 8 / —     |
| Ветеранів регіональних / всеукраїнських  | 11 / 2    |
| Районних / міських серед дорослих        | 264 / 32  |
| Районних / міських з футзалу             | 64 / 23   |

## Турніри
Під егідою Рівненської обласної асоціації футболу постійно відбуваються такі змагання:
- Чемпіонат Рівненської області з футболу
- Першість Рівненської області з футболу
- Кубок Рівненської області з футболу

## Керівництво
Інформація станом на 18 січня 2024 року
| Ім'я           | Посада                  |
| -------------- | ----------------------- |
| Олег Кучер     | Голова РОАФ             |
| Олександр Гіль | Перший заступник голови |
| Микола Васюта  | Заступник голови        |
| Віталій Ундір  | Заступник голови        |

### Голови
| Ім'я                             | Період головування                   |
| -------------------------------- | ------------------------------------ |
| Інформація до 2001 року відсутня |                                      |
| Володимир Поліщук                | 2001 — 25 грудня 2013                |
| Михайло Кривко                   | 25 грудня 2012 — 4 лютого 2015       |
| Олексій Хахльов                  | з 4 лютого 2015 року — 8 грудня 2023 |
| Олег Кучер                       | з 8 грудня 2023 —                    |

За часів СРСР прототип Рівненської обласної асоціації футболу очолював також Володимир Андрійович Шморгун.

## Контакти
- адреса: Україна, м. Рівне, вул. Симона Петлюри, 35 (2 поверх)
- web: roff.rv.ua